# 木津川口之戰 (1614年)
木津川口之战 (1614年)是大阪冬之阵中的首战。1614年11月19日，幕府军大名蜂须贺至镇攻击丰臣军在木津川渡口的要塞，打响了大坂冬之阵的第一枪。木津川是大坂城通往大海的必经水路。当年织田信长围攻石山本愿寺，就是因为封不住木津川水路，从毛利家来的援军和物资畅通无阻，导致战争耗时费日，久久无法使本愿寺投降。德川家康总结此教训，特地派蜂须贺至镇首先确认丰臣军在木津川的防守状况。11月18日，蜂须贺至镇率兵3000抵达木津川口，并惊讶地发现虽然丰臣军在此筑有兵营，但却仅有800人驻守，且主将明石全登根本不在防地。蜂须贺至镇急忙向德川家康汇报，并自告奋勇地要求夺下木津川要塞。老成持重的德川家康为安全起见，令浅野长晟和池田忠雄增援，与蜂须贺至镇一同攻城。不料想这一命令极大伤害了蜂须贺至镇的自尊心。年仅28岁的蜂须贺至镇血气方刚，天不怕地不怕，认为攻打区区800兵力的小寨子不用他人增援。为争这口气，19日凌晨天不亮，蜂须贺至镇就带兵出发，和同僚们一声招呼都不打。3000人马趁天不亮，突袭没有主将的800人的小营寨。果然不出所料，蜂须贺军轻易地拔取了木津川寨，立下大坂冬之阵第一功。得到蜂须贺至镇已经出兵的消息，浅野长晟又气又急，生怕功劳被抢走，于是浅野军连忙出动。谁知由于不熟地形，加上天黑难走，队伍你推我攘。混乱间，许多士兵不小心掉到水里溺死了。最后清算起来，损失竟比负责血战的蜂须贺军还多。